# Derodontus macularis
Derodontus macularis is een keversoort uit de familie tandhalskevers (Derodontidae). De wetenschappelijke naam van de soort is voor het eerst geldig gepubliceerd in 1850 door Fuss.